# Esquerra
|  | No s'ha de confondre amb Esquerra Republicana de Catalunya. |

|  | Aquest article tracta sobre la idea política. Si cerqueu el costat, vegeu «esquerra (lateralitat)». |

En política, l'esquerra és, sense precisió particular, el conjunt de les tendències polítiques típicament associades a qualsevol classe de socialisme o socialdemocràcia en oposició a la dreta política i al liberalisme econòmic. Aquesta accepció es deu al fet que, en l'Assemblea Constituent que es va formar a França després de la Revolució Francesa, els constituents més radicals, els jacobins, que propugnaven la transformació de la monarquia constitucional en una república, ocupaven el cantó esquerre de l'hemicicle legislatiu. Els termes dreta i esquerra, utilitzats en la pràctica parlamentària, passarien a considerar-se categories primordials de la identitat política a inicis del segle xx.
En Occident i en particular en aquells països on el sistema polític pot considerar-se una democràcia liberal, normalment tant l'esquerra com la dreta són versions liberals i democràtiques, i no propugnen cap sistema polític alternatiu.
Dins de l'esquerra, existeix un ampli espectre polític que va des de l'esquerra moderada a l'extrema esquerra. El comunisme i l'anarquisme són considerats com formes radicals d'esquerra política, encara que tècnicament els segons no s'inclourien en l'espectre polític, ja que no es regeix per un sistema polític representatiu per a dur a terme els seus projectes. L'esquerra també està associada amb els sindicats i les manifestacions, encara que aquests no siguin exclusius de l'esquerra. També es consideren d'esquerra moviments socials com el de l'alterglobalització, l'ecologisme, el feminisme, els ocupes, el pacifisme o els punks.
Els conceptes d'esquerra i dreta, de totes maneres, són relatius al país i a la situació política del propi país i del món.